# Pas på pigerne
Pas på pigerne er det femte studiealbum af den danske sanger og sangskriver Burhan G. Albummet udkom den 11. november 2016 på Copenhagen Records.
Albummets første single "Lucy" udkom den 26. august 2016. Sangen handler ifølge Burhan G om stoffer: "I første vers synger jeg om røg, altså hash, i andet vers om de hårdere ting, der gør os lykkelige, men også paranoide."

## Spor
Alle sange er produceret af Burhan G, undtagen "Nathalia" og "Diana" produceret af Burhan G og Ben Thompson.
| #   | Titel                          | Tekst                                  | Musik                              | Længde |
| --- | ------------------------------ | -------------------------------------- | ---------------------------------- | ------ |
| 1.  | "Nathalia"                     | Burhan Genc, Lars Ankerstjerne         | Genc, Ben Thompson, Joseph Macklin | 5:18   |
| 2.  | "Diana"                        | Genc, Ankerstjerne                     | Genc, Thompson                     | 4:50   |
| 3.  | "Lucy"                         | Genc, Ankerstjerne                     | Genc, Johan Forsby                 | 5:01   |
| 4.  | "Stephanie" (interlude)        | Genc                                   | Genc                               | 0:44   |
| 5.  | "Tatoveret"                    | Genc, Ankerstjerne                     | Genc                               | 5:00   |
| 6.  | "Efter midnat" (interlude)     | Emil Simonsen                          | Genc                               | 2:53   |
| 7.  | "Elsket dig mer'"              | Genc, Ankerstjerne                     | Genc                               | 4:35   |
| 8.  | "Joy"                          | Genc, Ankerstjerne, Forsby             | Genc                               | 4:20   |
| 9.  | "Sange om kvinder" (interlude) | Genc                                   | Genc                               | 1:23   |
| 10. | "Isabel"                       | Genc, Ankerstjerne                     | Genc                               | 5:33   |
| 11. | "Linedanser"                   | Genc, Ankerstjerne, Everton Oral Smith | Genc                               | 3:35   |
| 12. | "Pas på pigerne"               | Genc, Ankerstjerne                     | Genc                               | 6:25   |
| 13. | "Drager i mørket" (interlude)  | Rasmus Nøhr, Genc                      | Genc                               | 2:47   |
| 14. | "Alle elsker kærlighed"        | Nøhr, Genc                             | Genc                               | 6:13   |

Noter
- Ekstra vokal på "Lucy": Jooks
- Ekstra vokal på "Stephanie": Stephanie Leon
- Ekstra vokal på "Efter midnat": Orgi-E
- Ekstra vokal på "Elsket dig mer'": Cisilia
- Ekstra vokal på "Alle elsker kærlighed": Rasmus Nøhr

## Hitlister

### Ugentlige hitlister
| Hitliste (2016) | Højeste placering |
| --------------- | ----------------- |
| Danmark         | 4                 |

### Årslister
| Hitliste (2017) | Placering |
| --------------- | --------- |
| Danmark         | 56        |